# Separatista
Genre
Separatista est un genre de mollusques gastéropodes appartenant à la famille des Capulidae. L'espèce-type est Separatista helicoides.

## Liste d'espèces
Selon World Register of Marine Species (28 septembre 2017) :
- Separatista flavida (Hinds, 1843)
- Separatista helicoides (Gmelin, 1791)
- Separatista separatista (Dillwyn, 1817)